# Prodoretus chudeaui
Prodoretus chudeaui är en skalbaggsart som beskrevs av Stralla 1943. Prodoretus chudeaui ingår i släktet Prodoretus och familjen Rutelidae. Inga underarter finns listade i Catalogue of Life.